# Intervalo de supresión vertical

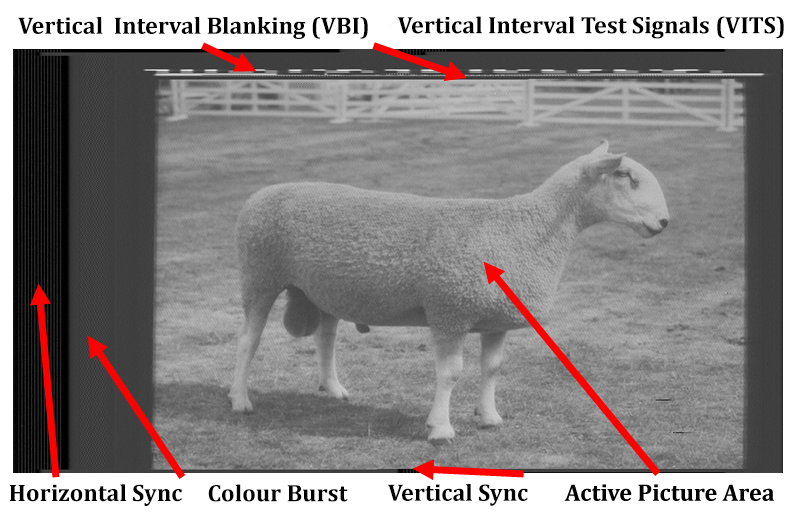
Fotograma decodificado 4fsc de 1135 × 624 (Luma) a partir de una decodificación 4fsc compuesta de un LaserDisc mediante ld-decode.

En una visualización de escaneo ráster, el intervalo de supresión vertical (VBI), también conocido como intervalo vertical o VBLANK, es el tiempo entre el final de la última línea visible de un cuadro o campoy el comienzo de la primera línea visible del siguiente cuadro o campo. Está presente en la televisión analógica, VGA, DVI y otras señales. 
En las pantallas de tubo de rayos catódicos rasterizadas, el nivel en blanco generalmente se suministra durante este período para evitar pintar la línea de retroceso—consulte escaneo rasterizado para obtener más detalles; las fuentes de señal, como las emisiones de televisión, no proporcionan información de imagen durante el período de supresión. Las pantallas digitales generalmente no mostrarán el flujo de datos entrantes durante el intervalo de borrado, incluso si están presentes.
El VBI fue necesario originalmente debido a la inercia inductiva de las bobinas magnéticas que desvían verticalmente el haz de electrones en un CRT; el campo magnético y, por tanto, la posición que se dibuja, no pueden cambiar instantáneamente. Además, la velocidad de los circuitos más antiguos era limitada. Para la deflexión horizontal, también hay una pausa entre líneas sucesivas, para permitir que el haz regrese de derecha a izquierda, llamado intervalo de supresión horizontal. Los circuitos CRT modernos no requieren un intervalo de supresión tan largo, y las pantallas de panel delgado no lo requieren, pero los estándares se establecieron cuando se necesitaba el retraso (y para permitir el uso continuo de equipos más antiguos). La supresión de un CRT puede no ser perfecta debido a fallas en el equipo o a que el brillo esté muy alto; en este caso, se muestra una línea de retroceso blanca en la pantalla, que a menudo alterna entre diagonales bastante pronunciadas de derecha a izquierda y diagonales menos pronunciadas de izquierda a derecha, comenzando en la parte inferior derecha de la pantalla. 
En los sistemas de televisión analógica, el intervalo de supresión vertical se puede utilizar para la transmisión de datos (para transportar datos digitales), ya que nada de lo enviado durante el VBI se muestra en la pantalla; durante este tiempo se pueden enviar varias señales de prueba, código de tiempo VITC, subtítulos, teletexto, indicadores de protección de copia CGMS-A y diversos datos codificados por el protocolo XDS (por ejemplo, las clasificaciones de contenido para el uso de V-chip) y otros datos digitales durante este período de tiempo.
En la televisión analógica de EE. UU., la línea 19 estaba reservada para una referencia de cancelación de fantasmas y la línea 21 estaba reservada para datos de subtítulos NABTS. El obsoleto servicio de teletexto contemplaba el uso de la línea 22 para transmisión de datos.
La pausa entre el envío de datos de vídeo se utiliza a veces en gráficos por computadora en tiempo real para modificar el búfer de cuadros o para proporcionar una referencia de tiempo para cuando se puede cambiar el búfer de origen para la salida de video sin causar un desgarro visible. Esto es especialmente cierto en los sistemas de videojuegos, donde la frecuencia fija del período de supresión también podría usarse para derivar el tiempo del juego.
En muchas consolas hay un período de borrado prolongado, ya que la consola opta por pintar gráficos en menos líneas de las que el televisor permitiría de forma nativa, lo que permite que su salida esté rodeada por un borde. Los casos en los que sincronizar el código del juego de esta manera eran más necesarios que los sistemas preferidos de los primeros videojuegos como el Atari 2600, difíciles de programar. Técnicas especiales de trama en el Atari 2600, Nintendo Entertainment System, y otras consolas permitieron extender este intervalo a costa de algunas líneas de escaneo en blanco en la parte superior o inferior de la pantalla, que pueden o no terminar en el área de sobreexploración. El uso de doble buffer en el hardware de gráficos moderno ha vuelto obsoletas estas técnicas.
La mayoría de las videograbadoras de consumo usan el nivel de negro conocido del pulso de supresión vertical para establecer sus niveles de grabación. El esquema de protección contra copias de Macrovision inserta pulsos en el VBI, donde la grabadora espera un nivel constante, para interrumpir la grabación en cintas de video.

[Traducido desde]:
https://en.wikipedia.org/wiki/Vertical_blanking_interval